# Culicoides pangkorensis
Culicoides pangkorensis är en tvåvingeart som beskrevs av Wirth och Hubert 1989. Culicoides pangkorensis ingår i släktet Culicoides och familjen svidknott. Inga underarter finns listade i Catalogue of Life.